# Apistogramma panduro
Apistogramma panduro  — вид риб родини цихлід.
Цей вид був вперше науково описаний тільки в 1997 році.
Видова назва — на честь Jesus Victoriano Panduro Pinedo і Noronha Jorge Luis Panduro Pinedo.
A. panduro іноді згадуються як Apistogramma pandurini; однак, правильна назва різновидів — panduro. Назва отримана від перуанських експортерів риби, які першими виловлювали рибу.
Apistogramma panduro (A 183) є гарними карликовими цихлідами, що належить до групи Apistogramma cacatuoides, до комплексу Apistogramma nijsseni.

## Розповсюдження
A. panduro є бентопелагічною прісноводною рибою з Південної Америки.  Перу. Верхів'я Амазонки й Укаялі. Вони знайдені в тому ж самому спільному регіоні що й A. nijesseni, в перуанських джунглях, у потоках Тахуайо. У всієї групи Apistogramma nijesseni обмежений ареал проживання в західному регіоні Амазонки. A. panduro виловлюються в темноводних потоках річки, біля Colonia, Перу. Ці води м'які (твердість менша 1°dGH) й кислі (pH близько 4,5-5,0), з піщаним дном.
У Європу завезені в 1996 р.

## Опис

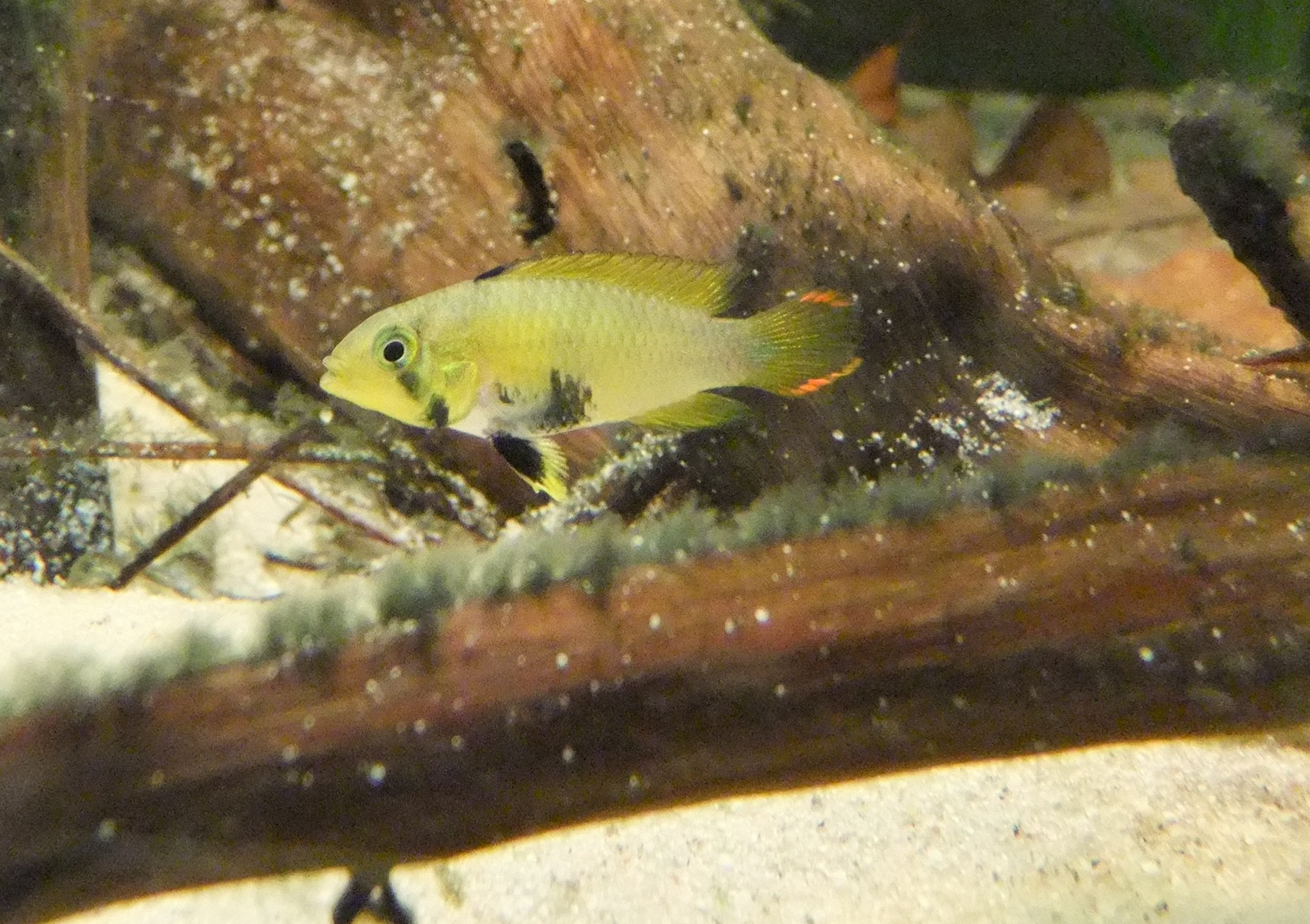

Самець більший за самицю. Довжина самця сягає 8 см, самиці — 5 см. Тіло витягнуте, досить високе. Через око проходить чорна вигнута у формі літери «С» смуга. Основне забарвлення тіла — жовте; лусочки, особливо в самців відливають синім. На хвостовому плавці є вигнута смуга помаранчевого кольору.
Статеві відмінности: з третього до сьомого промені спинного плавця самця подовжені й нагадують задерикуватий чубчик. На хвостовому стеблі самця є чорна пляма, що заходить на хвостовий плавець. У самиць ця пляма буває дуже рідко, у статевозрілих самиць за грудними плавцями з'являється чорна вертикальна пляма, 2-3 чорні плями — на зябровій кришці, посередині тіла й на животі. У самця таких плям немає. У самиць також перші промені черевних і спинного плавців, зазвичай, чорного кольору. Зустрічаються самиці без чорної плями посередині тіла. Дорослі самці, зазвичай, мають блакитно-бірюзові відтінки кольору з перламутровим відливом. Існує кольорова варіація самців з темною або помаранчевого кольору поздовжньою плямою на корені хвостового плавця, що заходять також і на передню частину хвостового плавця. Ця варіація є ефектнішою, ніж звичайна.

## Утримання
Живе в акваріумах-біотопах з «чорною водою». Твердість води до 15°dGH, pH 5,0-7,5, температура 23-28°С (оптимально 24-25C°).
Обсяг акваріума від 100 л; довжина від 70 см. Додаткові декоративні елементи — корчі, густа рослинність, горщики, кокосові горіхи, укриття з каменів (не повинні підвищувати твердість та кислотність води), черепків, гротів і т. д. Основна увага в акваріумі повинна приділятися простору для плавання і, великою мірою, вільними від рослин територіям.
Мирні. І самці й самиці можуть бути агресивні до особин своєї статі. У невеликих акваріумах можна утримувати не більш однієї пари. Для кожної самиці необхідна своя територія з укриттям. Не проявляє агресивності до інших видів (не апістограм). Може бути агресивна стосовно інших апістограм і карликових цихлід, особливо схожим забарвленням.
При утриманні групою встановлюються ієрархічні взаємини. Цих риб можна утримувати з різними неагресивними рибами, у тому числі й мілкими харациновими, які стимулюють нерест; підходять для загального акваріума.
Потрібні регулярні підміни води — щотижнева підміна до 25-50% обсягу води (оскільки ці риби дуже чутливі до поганої якості води), фільтрація, аерація.
Очікувана тривалість життя цієї риби в середньому становить 2-3 роки.

## Живлення
Apistogramma panduro не є перебірливими їдцями й пристосуються до більшості високоякісних продуктів. Перехід з одного виду корму на іншій, бажано, здійснювати поступово. Звичайно, жива їжа краще й дуже допомагає розмноженню. Необхідно пам'ятати й ураховувати, що риба поїдає дрібних креветок — до 1,5 см.
У природі живиться детритом, планктоном, личинками комах.
В акваріумі: живий і морожений корм, пластівці, дрібні гранули.

## Розмноження
Для розмноження твердість води повинна бути меншою 5°dGH, pH 5,0-6,0, температура 23-28 °C.
Розмножуватись можуть у загальному акваріумі. A. panduro створюють сильні зв'язки в парах. Як і в інших апістограм, самиця захищає нащадків, а самець охороняє територію.
Нерест типовий для апістограм — у печери або в будь-якому затишному місці. Самиця прикріплює ікру до стелі печери, піклується про неї й про личинок. Після нересту самиця іноді починає дуже агресивно атакувати самця, тому, бажано, відсадити його в інший акваріум. Виводки, звичайно, менші ніж у багатьох різновидів. Для успішного нересту, іноді, достатньо додати у воду торф'яного екстракту. Очевидно, що наявність гумінових кислот сприяють розвиткові ікри.
Через 6-7 днів після нересту, личинки вирушають у вільне плавання. Для вигодовування молоді слід використовувати «живий пил».
Крім того, мальків бажано годувати артемією.